# Episodi speciali di Lost
La serie televisiva Lost ha avuto, oltre agli episodi regolari, tredici episodi speciali, che forniscono riassunti o approfondimenti degli episodi già trasmessi.
| Stagione         | Titolo originale                 | Titolo italiano                      | Prima TV USA      | Prima TV Italia         |
| ---------------- | -------------------------------- | ------------------------------------ | ----------------- | ----------------------- |
| Prima stagione   | Lost: The Journey                | Lost: Il viaggio                     | 27 aprile 2005    | 29 agosto 2005 (Fox)    |
| Seconda stagione | Destination Lost                 | Destination Lost                     | 21 settembre 2005 | 13 settembre 2006 (Fox) |
| Seconda stagione | Lost: Revelation                 | Lost: Revelation                     | 11 gennaio 2006   | 14 novembre 2006 (Fox)  |
| Seconda stagione | Lost: Reckoning                  | Lost: Riflessioni                    | 26 aprile 2006    | 2 dicembre 2006 (Fox)   |
| Terza stagione   | Lost: A Tale of Survival         | Lost: I sopravvissuti                | 27 settembre 2006 | 30 settembre 2007 (Fox) |
| Terza stagione   | Lost Survivor Guide              | Manuale di sopravvivenza di Lost     | 7 febbraio 2007   | 6 gennaio 2008 (Rai 2)  |
| Terza stagione   | Lost: The Answers                | Lost: Le risposte                    | 17 maggio 2007    | 5 febbraio 2008 (Rai 2) |
| Quarta stagione  | Lost: Past, Present & Future     | Lost: Passato, presente e futuro     | 31 gennaio 2008   | 5 aprile 2008 (Fox)     |
| Quinta stagione  | Lost: Destiny Calls              | Lost: Alla ricerca del tempo perduto | 21 gennaio 2009   | 2 aprile 2009 (Fox)     |
| Quinta stagione  | Lost: The Story of the Oceanic 6 | Lost: I 6 della Oceanic              | 22 aprile 2009    | 26 giugno 2009 (Fox)    |
| Quinta stagione  | Lost: A Journey in Time          | Lost: Un viaggio nel tempo           | 13 maggio 2009    | 10 luglio 2009 (Fox)    |
| Sesta stagione   | Lost: Final Chapter              | Lost: Capitolo finale                | 2 febbraio 2010   | 9 febbraio 2010 (Fox)   |
| Sesta stagione   | Lost: The Final Journey          | —                                    | 23 maggio 2010    | Mai trasmesso           |

## Lost: Il viaggio
- Narratore: Brian Cox
- Punto di inserimento: fra gli episodi Non nuocere (1x20) e Il bene superiore (1x21)

### Trama
L'episodio ricostruisce le vicende della prima stagione della serie fino alla morte di Boone. Sono inoltre incluse interviste al creatore e ideatore della serie J. J. Abrams, al produttore e autore Damon Lindelof e agli attori Terry O'Quinn, Ian Somerhalder, Harold Perrineau, Jorge Garcia e Matthew Fox. Il Saint Louis Post-Dispatch ha descritto l'episodio come «non soltanto un modo facile di mettere insieme un riassunto di uno show di successo: stavolta è un servizio pubblico».

## Destination Lost
- Narratore: Peter Coyote
- Punto di inserimento: prima dell'episodio Uomo di scienza, uomo di fede (2x01)

## Lost: Revelation
- Narratore: Peter Coyote (nella versione australiana, presentato da J. J. Abrams)
- Punto di inserimento: fra gli episodi Storia di Kate (2x09) e Il salmo 23 (2x10)

## Lost: Riflessioni
- Narratore: Peter Coyote
- Punto di inserimento: fra gli episodi S.O.S. (2x19) e Due per la strada  (2x20)

## Lost: I sopravvissuti
- Narratore: Michael Emerson
- Punto di inserimento: prima dell'episodio Storia di due città (3x01)

## Manuale di sopravvivenza di Lost
- Narratore: Kyle MacLachlan
- Presentato da: Damon Lindelof e Carlton Cuse
- Punto di inserimento: fra gli episodi Lo voglio (3x06) e Non a Portland (3x07)

## Lost: Le risposte
- Narratore: Kyle MacLachlan
- Presentato da: Damon Lindelof e Carlton Cuse
- Punto di inserimento: fra gli episodi Greatest Hits (3x21) e Attraverso lo Specchio (3x22)

## Lost: Passato, presente e futuro
- Narratore: Michael Emerson
- Punto di inserimento: prima dell'episodio L'inizio della fine (4x01)

## Lost: Alla ricerca del tempo perduto
- Narratore: Doug Hutchison
- Presentato da: Damon Lindelof e Carlton Cuse
- Punto di inserimento: prima dell'episodio L'assenza e il vuoto (5x01)

## Lost: I 6 della Oceanic
- Narratore: Nestor Carbonell
- Punto di inserimento: fra gli episodi Il padre che non c'era (5x13) e Costanti e variabili (5x14)

## Lost: Un viaggio nel tempo
- Narratore: Michael Emerson
- Presentato da: Damon Lindelof e Carlton Cuse
- Punto di inserimento: fra gli episodi Il nuovo leader (5x15) e L'incidente (5x16)

## Lost: Capitolo finale
- Narratore: Michael Emerson
- Punto di inserimento: prima dell'episodio Los Angeles LA X - 1ª e 2ª parte (6x01)

### Trama
L'episodio può essere considerato un riassunto di tutte le stagioni precedenti, prima della sesta ed ultima serie, in quanto ricostruisce le vicende dei personaggi principali, comprese le loro storie precedenti all'incidente aereo e gli avvenimenti successivi allo stesso, sia nel "presente" che nel "passato", fino a concludersi sulla scena finale della quinta stagione.
La storia è raccontata in terza persona da un narratore fuori campo a cui si sovrappongono estratti degli episodi andati in onda riportanti i dialoghi e le scene principali susseguitesi nel prosieguo della storia.

## Lost: The Final Journey
- Narratore: Titus Welliver
- Punto di inserimento: fra gli episodi Quello per cui sono morti (6x15) e La fine - 1ª e 2ª parte (6x16)